# Kohlbach-Kunstgraben

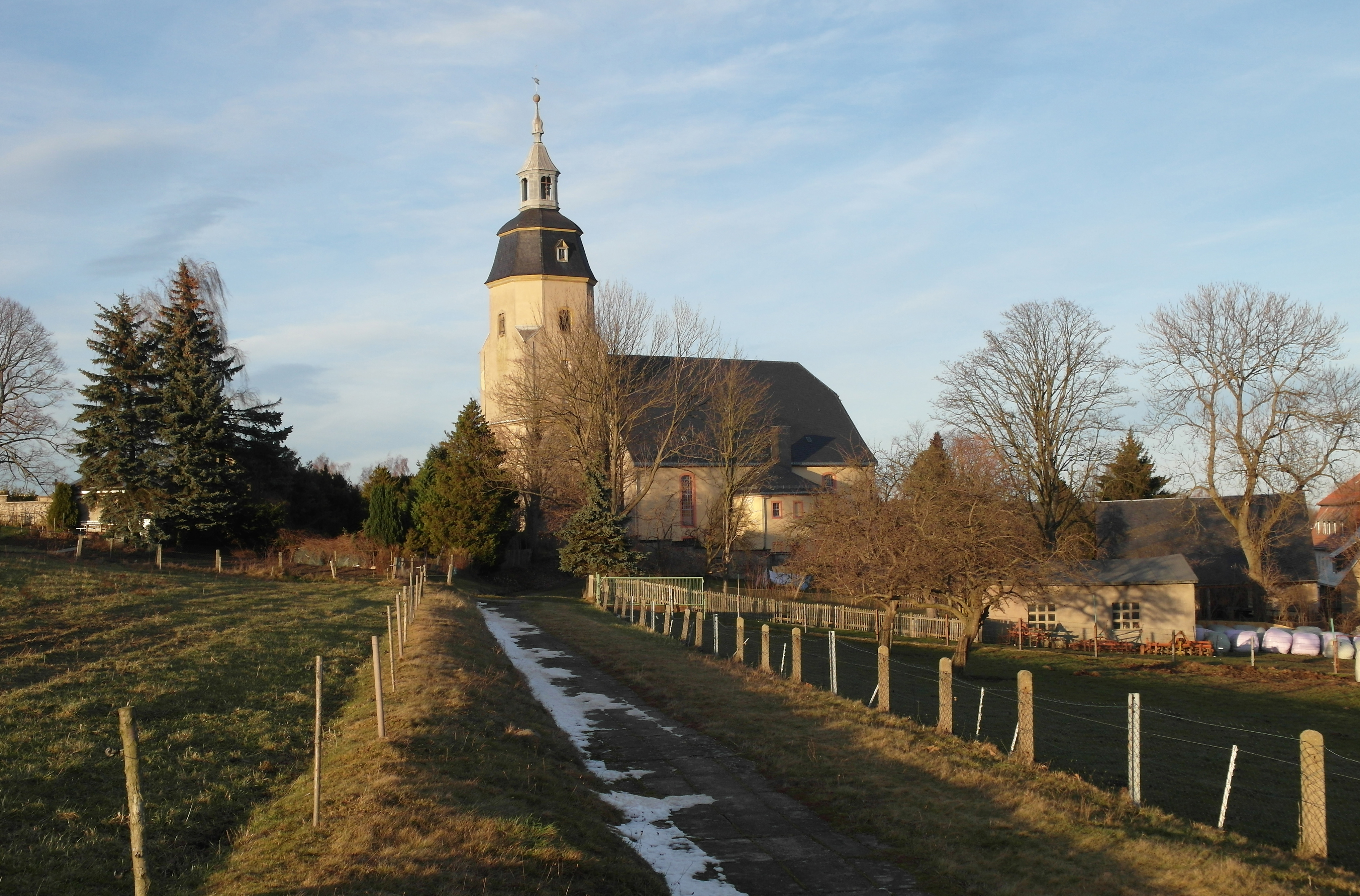
Kohlbach-Kunstgraben an der Kirche Großhartmannsdorf

Der Kohlbach-Kunstgraben ist ein Kunstgraben zwischen Großhartmannsdorf und Brand-Erbisdorf im Erzgebirge aus dem 16. Jahrhundert. Er diente der zusätzlichen Zuführung von Aufschlagwasser für den Freiberger Bergbau und ist Teil der Revierwasserlaufanstalt Freiberg.

## Verlauf

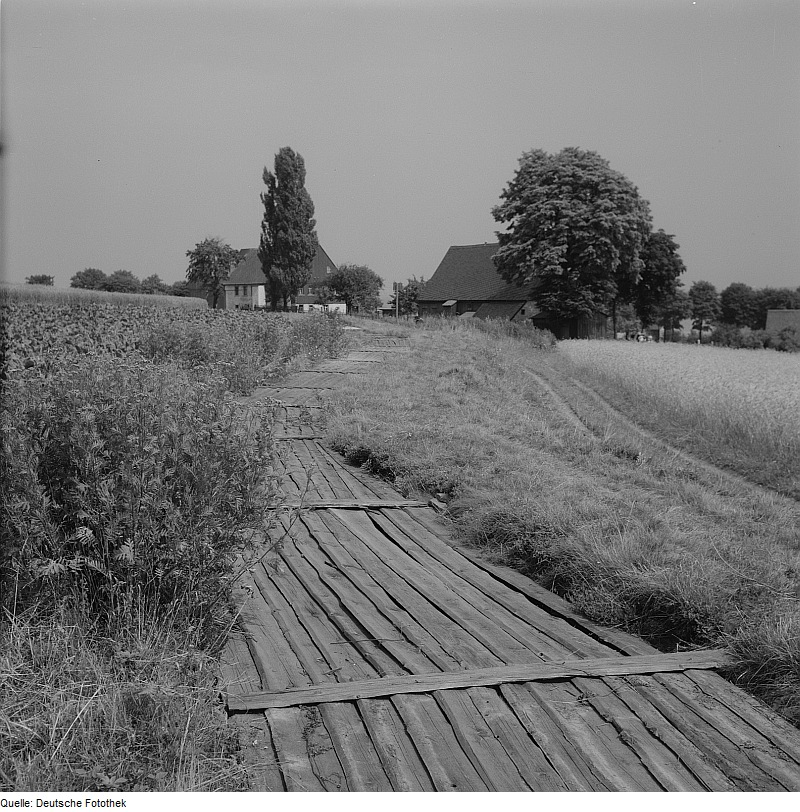
Schwartengedeckter Kohlbach-Kunstgraben am nördlichen Ortsausgang von Großhartmannsdorf

Der etwa 12,2 km lange Kohlbach-Kunstgraben beginnt als ein Abfluss aus dem Oberen Großhartmannsdorfer Teich am südlichen Ortsende von Großhartmannsdorf. Er unterquert sodann die B 101 und führt fortan westlich des Ortes nach Norden, wobei er im Bereich der Kirche verröscht ist. Westlich des Mittleren Großhartmannsdorfer Teiches quert er dessen Zufluss, den Landhainbach. Der Graben kann hier zusätzlich Wasser des Baches aufnehmen oder diesem über den Landhainschütz zusätzliches Wasser zuführen. Ab diesem Punkt führt der Graben in nordöstliche Richtung, wobei er am nördlichen Ortsausgang von Großhartmannsdorf die B 101 ein zweites Mal unterquert und weiter an den westlichen Hängen von Müdisdorf entlangführt. Beim so genannten Butzschutz bzw. Bahnschütz besteht die Möglichkeit, Wasser in den unweit darunter führenden Müdisdorfer Kunstgraben abzuschlagen. Vor Erreichen der Kreisstraße von Müdisdorf nach Berthelsdorf schwenkt der Graben in nordwestliche Richtung und führt durch das Waldstück Niederfrei, in welchem der Münzbach gequert wird. Nördlich der Grube Reicher Bergsegen, im Bereich des ehemaligen Wasserwerkes teilt sich der Graben. Ein Arm führt weiter nach Westen zum Gelobt Land Teich südlich von Brand-Erbisdorf, der andere zu den nördlich gelegenen Gruben Neuglück und Drei Eichen. Auch die Grube Reicher Bergsegen selbst nutzte das herangeführte Aufschlagwasser.

## Geschichte

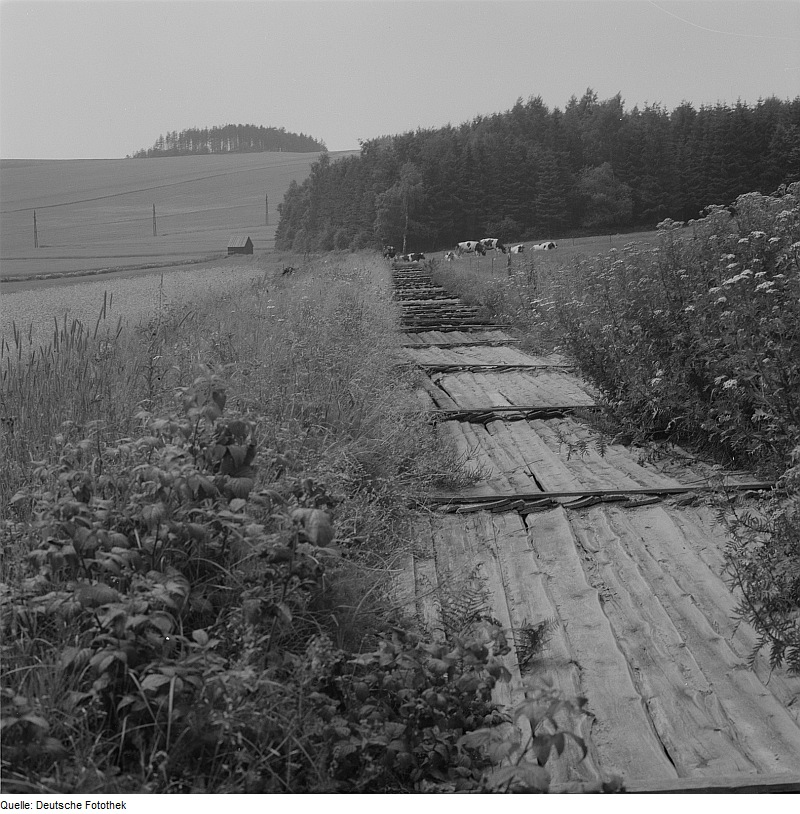
Blick in die Gegenrichtung mit Häuschen über dem Landhainschütz im Hintergrund

Der planmäßige Ausbau eines Wasserspeicher- und Zuführungssystems für das Freiberger Berg- und Hüttenwesen begann auf kurfürstlichen Befehl vom 23. Januar 1558. Ab 1562 erfolgte parallel dazu der Bau von Kunstgräben und Röschen nach Vorschlägen des Oberbergmeisters Martin Planer. Es ist anzunehmen, dass im Zuge dessen der Graben als Teil dieses Systems nach 1562 angelegt wurde.
An anderer Stelle wiederum wird das Jahr 1550 genannt, wonach der Graben ursprünglich nur der Wasserzuführung für die südlich von Brand-Erbisdorf gelegenen Gruben gedient hätte und erst später in das System der Revierwasserlaufanstalt eingebunden worden wäre.
Zu Beginn des 19. Jahrhunderts wurde der Graben verbreitert und ausgemauert. Dabei wurde der durch den niederen Freiwald führende Abschnitt verkürzt und anderweitig geführt. Die Stadt Freiberg verkaufte der Stolln- und Röschenadministration dabei die damals noch erhaltenen Grundmauern des Alten Hofes als Baumaterial. In den 1840er Jahren wurde die Waldschütze, über die zu Flutzeiten Wasser in die Waldteiche abgeführt wurde, durch die Stadt Freiberg zugemauert.
Heute besitzt die Revierwasserlaufanstalt überregionale Bedeutung für die Brauch- und Trinkwasserversorgung der Regionen Chemnitz, Dresden und Freiberg.

## Weiteres
Der Graben erhielt seinen Namen nach dem Kohlbach, den er kreuzt und der teilweise in den Graben eingebunden ist. Die Grabenwände bestehen aus Trockenmauerwerk und seinerzeit üblich war die über weite Teile erfolgte Abdeckung mit Holzschwarten. Dadurch konnten Laub und Gras den Wasserfluss nicht behindern, Verdunstungsverluste gering gehalten und Unfälle möglichst vermieden werden. Da der Graben als Bestandteil der oberen RWA heute noch der Trinkwasserbereitstellung dient, ist die Schwartenabdeckung lediglich an einigen touristisch bedeutenden Stellen zu sehen, sonst aber durch Betonplatten ersetzt.
Westlich der Ortslage von Müdisdorf und im Waldstück Niederfrei verlief von 1890 bis 1973 die Bahnstrecke Berthelsdorf–Großhartmannsdorf in unmittelbarer Nähe des Grabens und überquerte diesen dabei vier Mal.

## Bilder

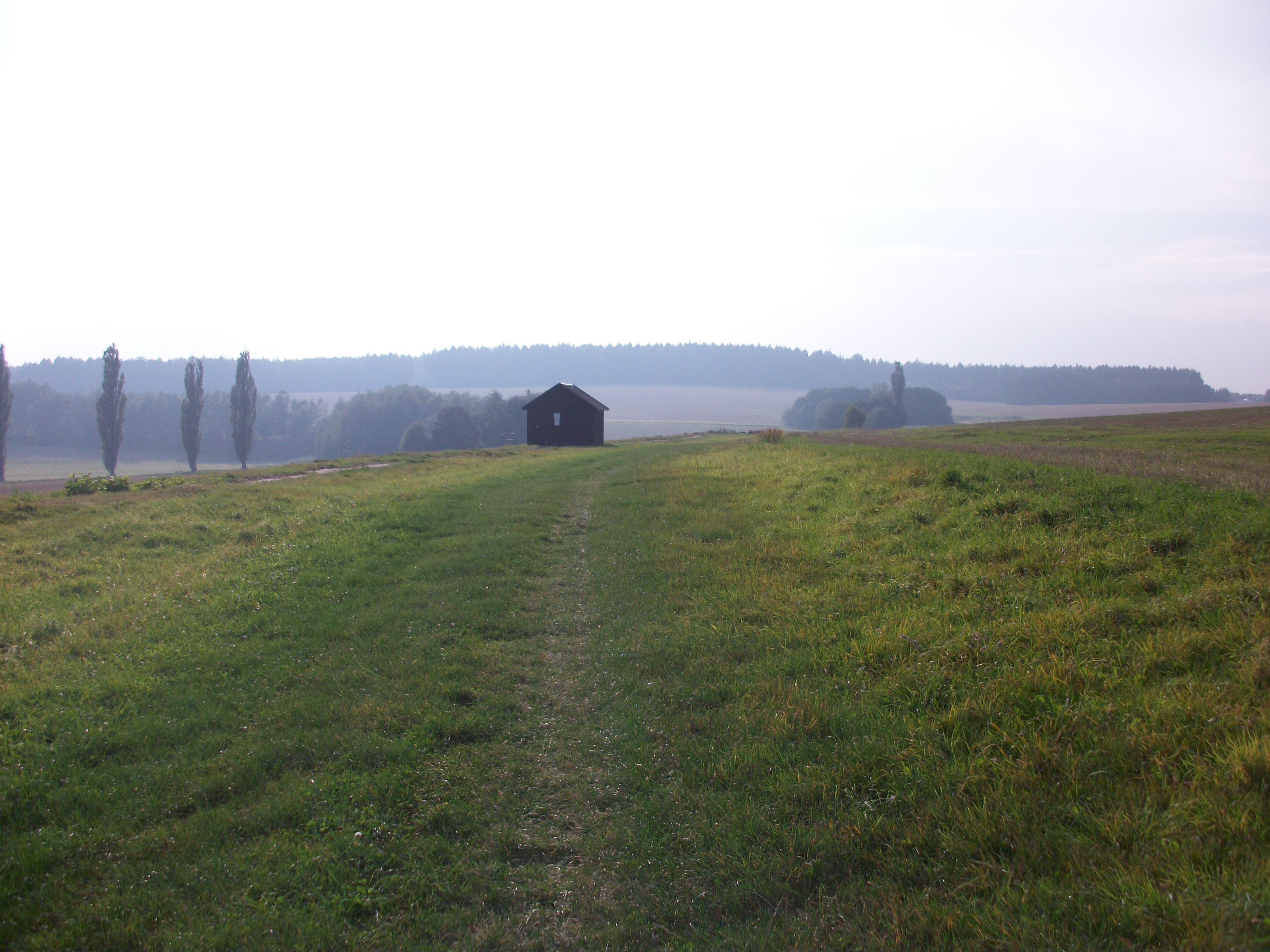
Kohlbach-Kunstgraben in Müdisdorf (2016)
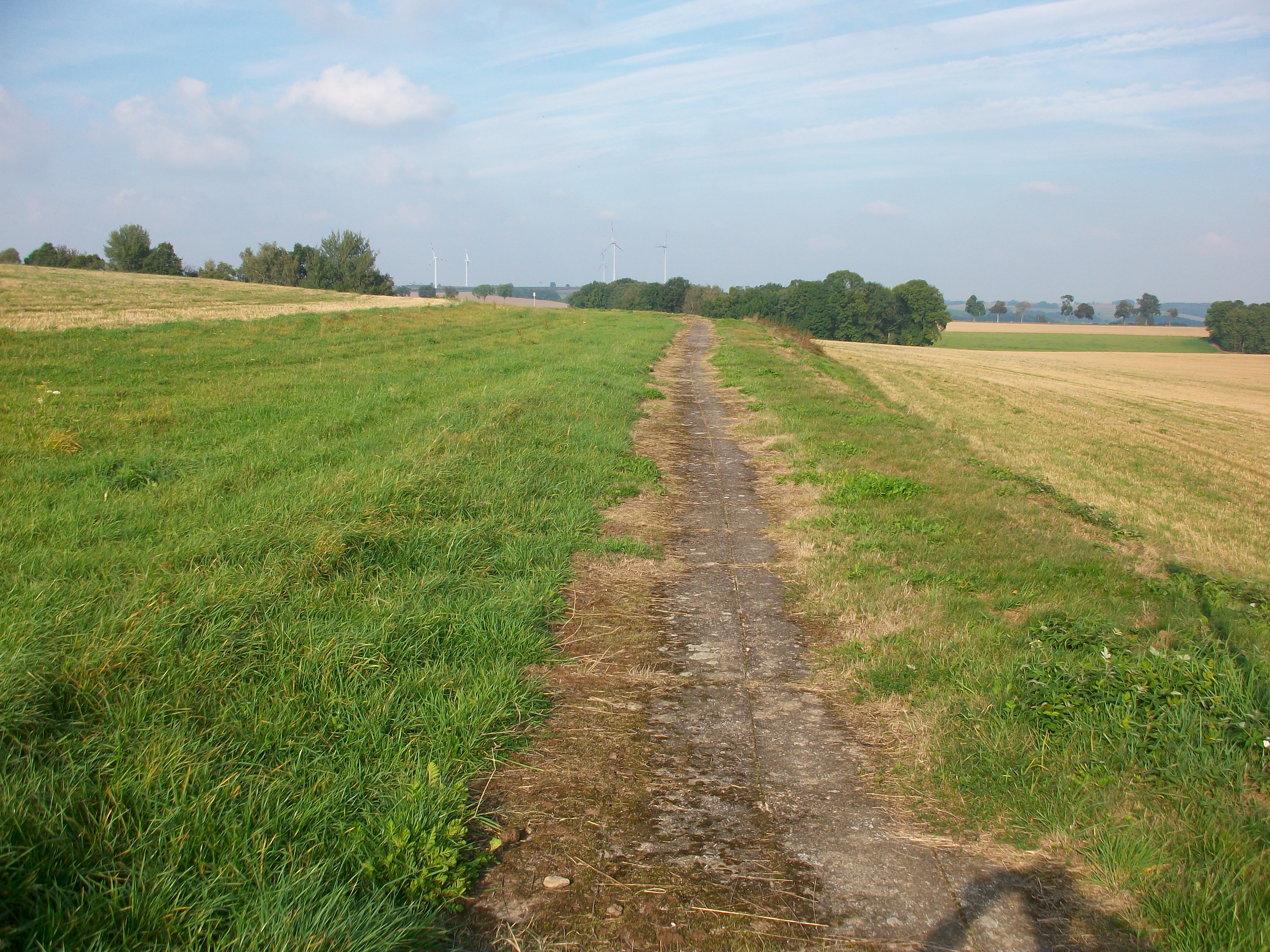
Kohlbach-Kunstgraben in Müdisdorf (2016)
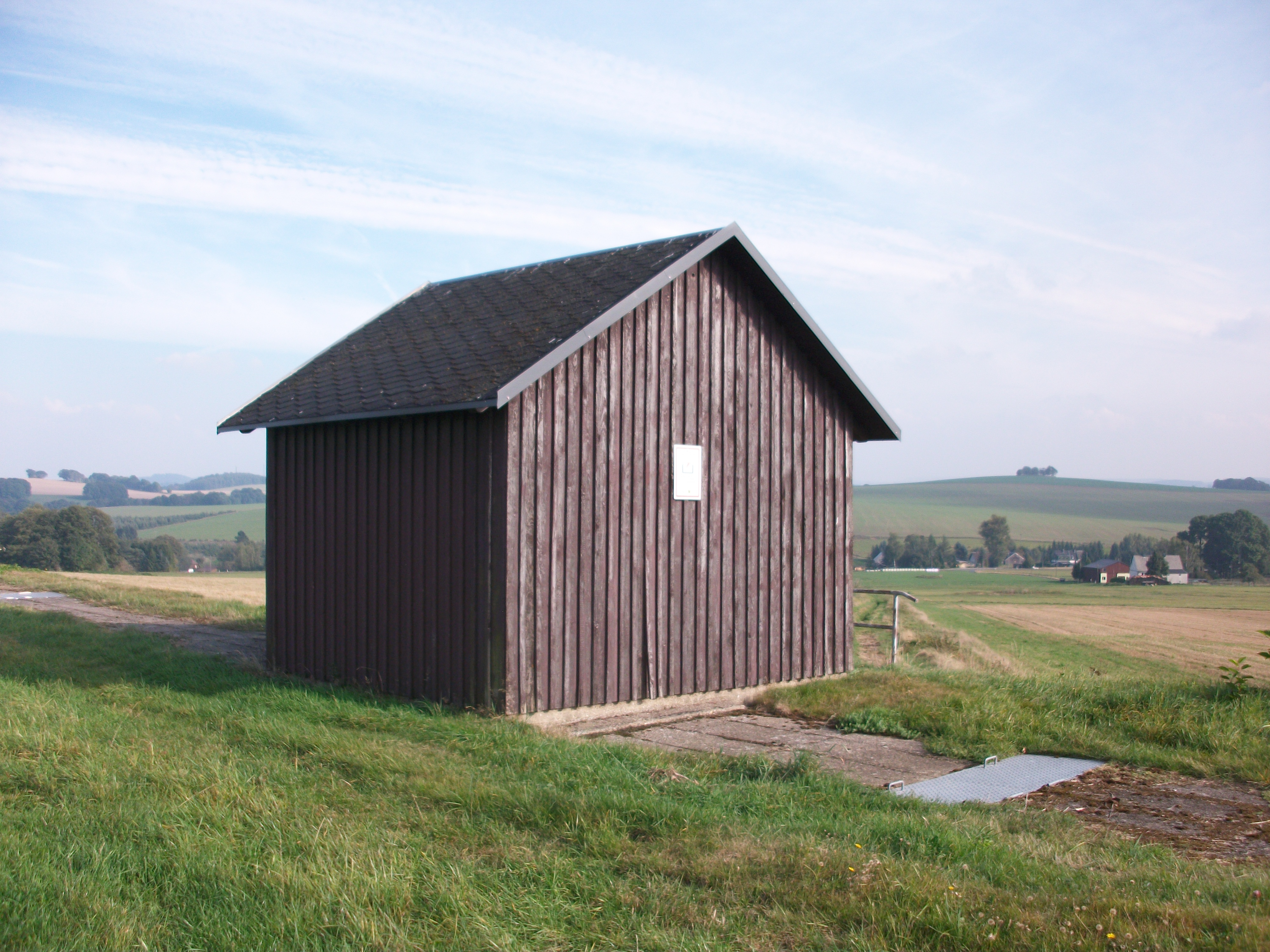
Bahnschütz des Kohlbach-Kunstgrabens in Müdisdorf (2016)
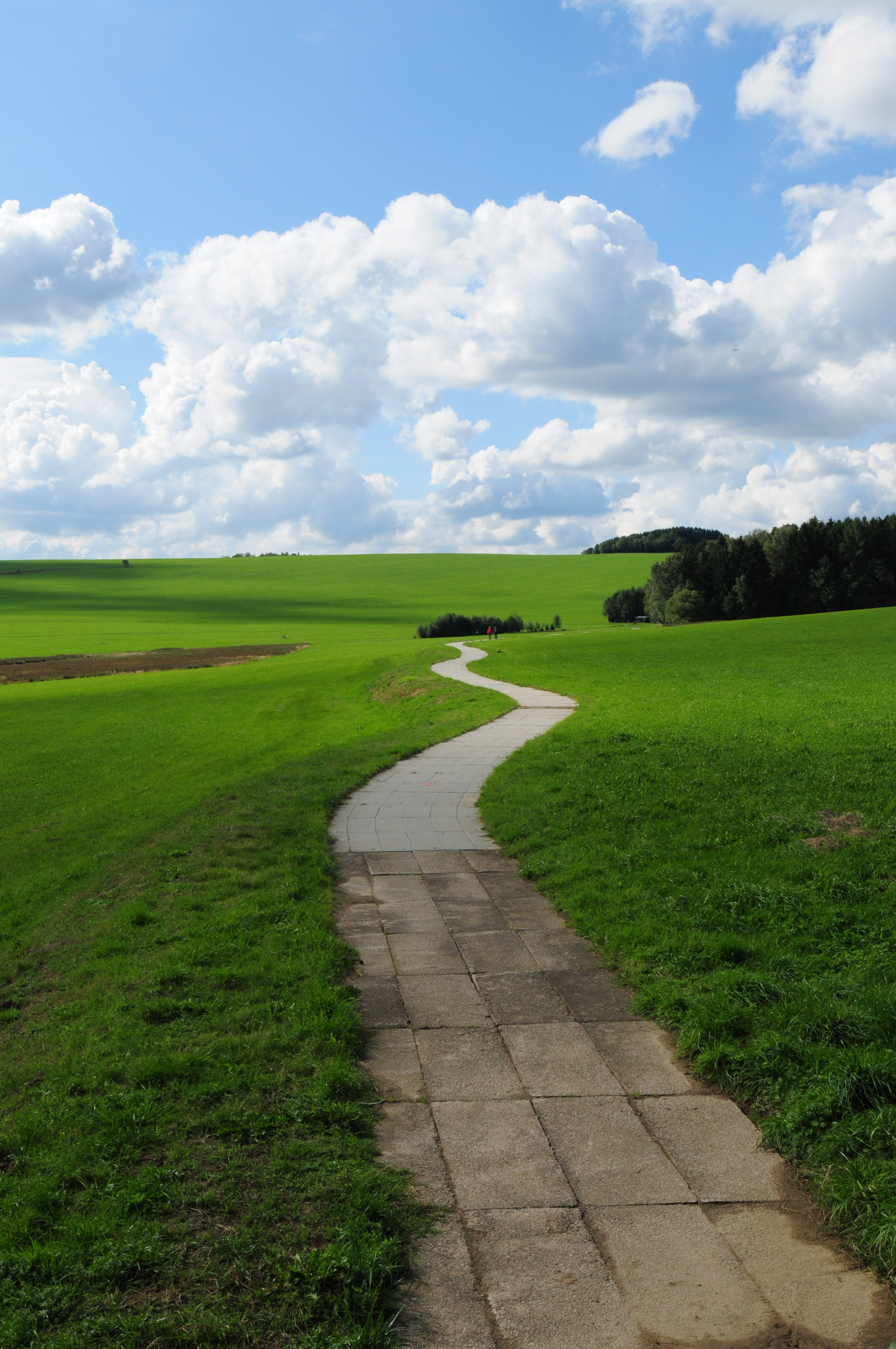
Der Kunstgraben oberhalb des Mittleren Teiches in Großhartmannsdorf-Zehntel (2017)